# Acalolepta pseudoproducta
Acalolepta pseudoproducta là một loài bọ cánh cứng trong họ Cerambycidae.